# A Dança Serpentina
A Dança Serpentina é um dos primeiros filmes portugueses, realizado por Aurélio da Paz dos Reis em 1896, gravada na própria residência de Aurélio da Paz dos Reis e com a participação da dançarina brasileira Cinira Polónio, a dançar a chamada serpentine dance, criada por Loie Fuller e muito popular na época.